# Kriegerdenkmal Paar (Friedberg)

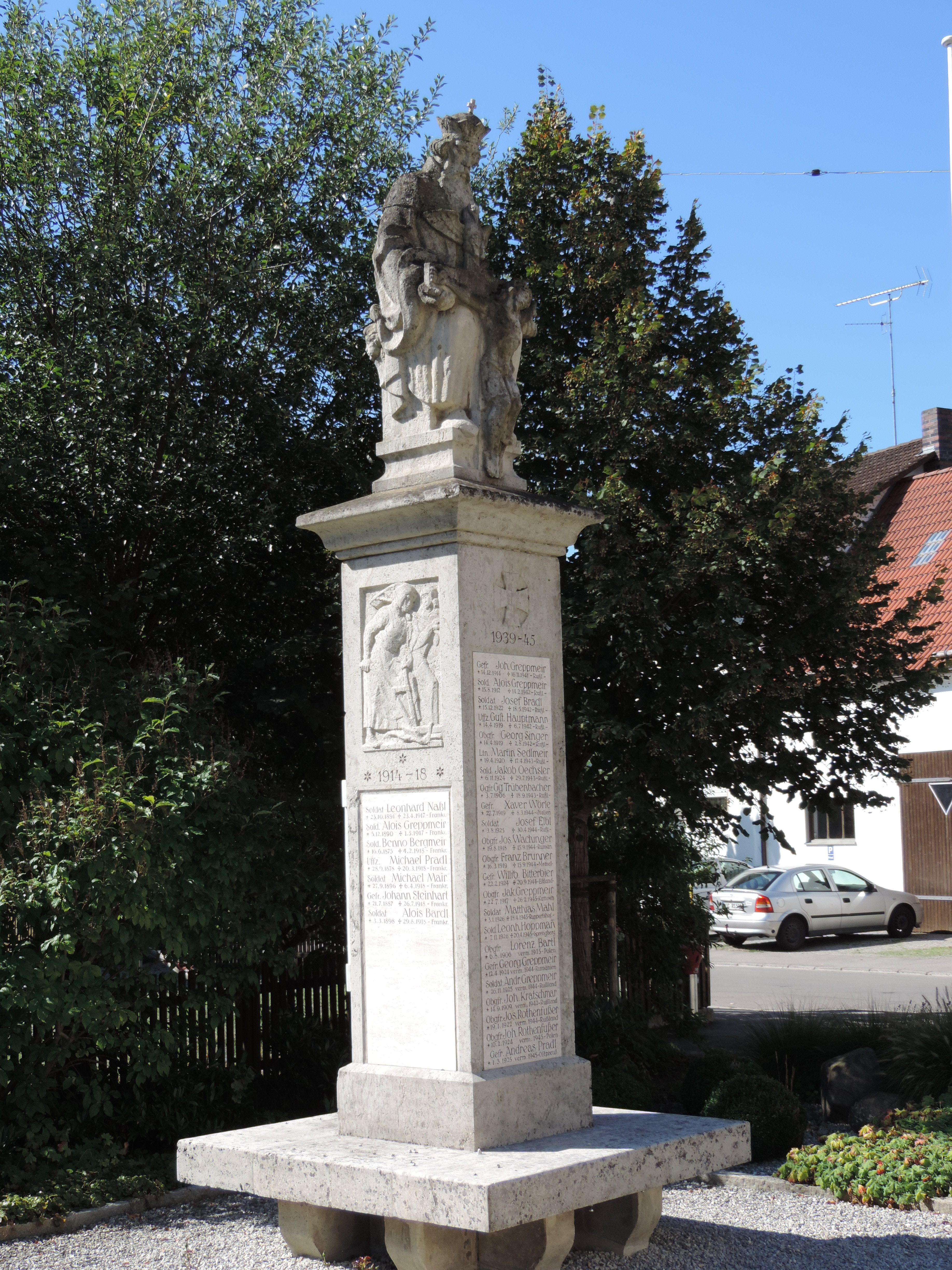
Kriegerdenkmal in Paar

Das Kriegerdenkmal in Paar, einem Stadtteil von Friedberg im schwäbischen Landkreis Aichach-Friedberg, wurde um 1920 errichtet. Das Kriegerdenkmal an der St.-Johannes-Straße, südlich der katholischen Pfarrkirche St. Johannes Baptist, ist ein geschütztes Baudenkmal. 
Das Denkmal wurde zur Erinnerung an die im Ersten Weltkrieg gefallenen Söhne der damaligen Gemeinde Paar errichtet. Über einem viereckigen Pfeiler ist die Darstellung des Gnadenstuhls zu sehen. Auf dem Pfeiler wurden die sieben Toten des Ersten und nach 1945 auch die 23 Toten des Zweiten Weltkriegs aufgeführt.